# Harry Styles: Live On Tour
Tournées par Harry Styles
Love on Tour (2021-2023)
Harry Styles: Live On Tour est la première tournée internationale solo du chanteur anglais Harry Styles afin de promouvoir son premier album Harry Styles. La tournée débute le 19 septembre 2017 à San Francisco et se termine le 8 décembre 2017 à Tokyo. Après trois mois de pause, la tournée reprend le 11 mars 2018 à Bâle et se termine le 14 juillet 2018 à Inglewood.

## Contexte
La tournée est annoncée par Harry Styles le 28 avril 2017 sur les réseaux sociaux et sur son site officiel. La tournée est complète en quelques secondes notamment à cause des salles relativement petites. Le chanteur a choisi de faire son concert dans des petites salles pour donner l'opportunité aux fans d'avoir un concert plus intime. Les premières parties sont annoncées en même temps que la tournée avec Kacey Musgraves pour la partie Nord Américaine, Warpaint en Asie et Leon Bridges pour l'Amérique du Sud. À la suite de nombreuses demandes, des dates supplémentaires sont ajoutées en Amérique du Nord pour 2018. Le 29 novembre, la chanteuse Mabel et le duo The Preatures sont annoncés pour la tournée en Europe et en Australie respectivement

## Dates
| Date                        | Ville          | Pays             | Lieu                                 | Première partie |
| --------------------------- | -------------- | ---------------- | ------------------------------------ | --------------- |
| Étape 1 - Amérique du Nord  |                |                  |                                      |                 |
| 19 septembre 2017           | San Francisco  | États-Unis       | SF Masonic Auditorium                | MUNA            |
| 20 septembre 2017           | Los Angeles    | États-Unis       | Greek Theatre                        | MUNA            |
| 25 septembre 2017           | Nashville      | États-Unis       | Ryman Auditorium                     | MUNA, Cam       |
| 26 septembre 2017           | Chicago        | États-Unis       | Chicago Theatre                      | MUNA            |
| 28 septembre 2017           | New York       | États-Unis       | Radio City Music Hall                | MUNA            |
| 30 septembre 2017           | Boston         | États-Unis       | Wang Theatre                         | MUNA            |
| 1er octobre 2017            | Washington     | États-Unis       | DAR Constitution Hall                | MUNA            |
| 4 octobre 2017              | Toronto        | Canada           | Massey Hall                          | MUNA            |
| 5 octobre 2017              | Philadelphie   | États-Unis       | Tower Theater                        | MUNA            |
| 8 octobre 2017              | Atlanta        | États-Unis       | Cola-Cola Roxy Theatre               | MUNA            |
| 10 octobre 2017             | Irving         | États-Unis       | The Pavillon at Irving Music Factory | MUNA            |
| 11 octobre 2017             | Austin         | États-Unis       | The Moody Theatre                    | MUNA            |
| 14 octobre 2017             | Phoenix        | États-Unis       | Comerica Theatre                     | MUNA            |
| Étape 2 - Europe            |                |                  |                                      |                 |
| 25 octobre 2017             | Paris          | France           | L'Olympia                            | MUNA            |
| 27 octobre 2017             | Cologne        | Allemagne        | Palladium Köln                       | MUNA            |
| 29 octobre 2017             | Londres        | Royaume-Uni      | HMV Hammersmith Apollo               | MUNA            |
| 30 octobre 2017             | Londres        | Royaume-Uni      | HMV Hammersmith Apollo               | MUNA            |
| 1er novembre 2017           | Manchester     | Royaume-Uni      | Manchester Apollo                    | MUNA            |
| 2 novembre 2017             | Glasgow        | Royaume-Uni      | Clyde Auditorium                     | MUNA            |
| 5 novembre 2017             | Stockholm      | Suède            | Fryshuset                            | MUNA            |
| 7 novembre 2017             | Berlin         | Allemagne        | Tempodrom                            | MUNA            |
| 8 novembre 2017             | Amsterdam      | Pays-Bas         | Heineken Music Hall                  | MUNA            |
| 10 novembre 2017            | Milan          | Italie           | Discoteca Alcatraz                   | MUNA            |
| Étape 3 - Asie              |                |                  |                                      |                 |
| 23 novembre 2017            | Singapour      | Singapour        | The Star Theatre                     | –               |
| Étape 4 - Océanie           |                |                  |                                      |                 |
| 26 novembre 2017            | Sydney         | Australie        | The Enmor Theatre                    | Maddy Jane      |
| 30 novembre 2017            | Melbourne      | Australie        | Forum Melbourne                      | Maddy Jane      |
| 2 décembre 2017             | Auckland       | Nouvelle-Zélande | Spark Arena                          | Maddy Jane      |
| Étape 5 - Asie              |                |                  |                                      |                 |
| 7 décembre 2017             | Tokyo          | Japon            | ExTheater Roppongi                   | –               |
| 8 décembre 2017             | Tokyo          | Japon            | ExTheater Roppongi                   | –               |
| Étape 6 - Europe            |                |                  |                                      |                 |
| 11 mars 2018                | Bâle           | Suisse           | St. Jakobshalle                      | Mabel           |
| 13 mars 2018                | Paris          | France           | AccorHotels Arena                    | Mabel           |
| 14 mars 2018                | Amsterdam      | Pays-Bas         | Ziggo Dome                           | Mabel           |
| 16 mars 2018                | Anvers         | Belgique         | Sportpaleis                          | Mabel           |
| 18 mars 2018                | Stockholm      | Suède            | Ericsson Globe                       | Mabel           |
| 19 mars 2018                | Copenhague     | Danemark         | Royal Arena                          | Mabel           |
| 21 mars 2018                | Oslo           | Norvège          | Oslo Spektrum                        | Mabel           |
| 24 mars 2018                | Oberhausen     | Allemagne        | Kônig-Pilsener-Arena                 | Mabel           |
| 25 mars 2018                | Hambourg       | Allemagne        | Barclaycard Arena                    | Mabel           |
| 27 mars 2018                | Munich         | Allemagne        | Olympiahalle                         | Mabel           |
| 30 mars 2018                | Barcelone      | Espagne          | Palau Sant Jordi                     | Mabel           |
| 31 mars 2018                | Madrid         | Espagne          | Palais des sports                    | Mabel           |
| 2 avril 2018                | Milan          | Italie           | Mediolanum Forum                     | Mabel           |
| 4 avril 2018                | Bologne        | Italie           | Unipol Arena                         | Mabel           |
| 5 avril 2018                | Mannheim       | Allemagne        | SAP Arena                            | Mabel           |
| 7 avril 2018                | Birmingham     | Royaume-Uni      | Genting Arena                        | Mabel           |
| 9 avril 2018                | Manchester     | Royaume-Uni      | Manchester Arena                     | Mabel           |
| 11 avril 2018               | Londres        | Royaume-Uni      | O2 Arena                             | Mabel           |
| 12 avril 2018               | Londres        | Royaume-Uni      | O2 Arena                             | Mabel           |
| 14 avril 2018               | Glasgow        | Écosse           | The SSE Hydro                        | Mabel           |
| 16 avril 2018               | Dublin         | Irlande          | 3Arena                               | Mabel           |
| Étape 7 - Océanie           |                |                  |                                      |                 |
| 21 avril 2018               | Perth          | Australie        | Perth Arena                          | The Preatures   |
| 24 avril 2018               | Melbourne      | Australie        | Hisense Arena                        | The Preatures   |
| 27 avril 2018               | Sydney         | Australie        | Qudos Bank Arena                     | The Preatures   |
| 28 avril 2018               | Brisbane       | Australie        | Brisbane Entertainment Center        | The Preatures   |
| Étape 8 - Asie              |                |                  |                                      |                 |
| 1er mai 2018                | Manila         | Philippines      | Mall of Asia Arena                   | Warpaint        |
| 3 mai 2018                  | Singapour      | Singapour        | Singapore Indoor Stadium             | Warpaint        |
| 5 mai 2018                  | Hong Kong      | Hong Kong        | HKCEC Hall 5BC                       | Warpaint        |
| 7 mai 2018                  | Bangkok        | Thaïlande        | Impact Arena                         | Warpaint        |
| 10 mai 2018                 | Kobe           | Japon            | World Memorial Hall                  | Warpaint        |
| 12 mai 2018                 | Chiba          | Japon            | Makuhari Event Hall                  | Warpaint        |
| Étape 9 - Amérique du Sud   |                |                  |                                      |                 |
| 23 mai 2018                 | Buenos Aires   | Argentine        | DirecTV Arena                        | Leon Bridges    |
| 25 mai 2018                 | Santiago       | Chili            | Movistar Arena                       | Leon Bridges    |
| 27 mai 2018                 | Rio de Janeiro | Brésil           | Jeunesse Arena                       | Leon Bridges    |
| 29 mai 2018                 | São Paulo      | Brésil           | Espaço das Américas                  | Leon Bridges    |
| Étape 10 - Amérique du Nord |                |                  |                                      |                 |
| 1er juin 2018               | Mexico         | Mexique          | Palacio de los Deportes              | Kacey Musgraves |
| 2 juin 2018                 | Mexico         | Mexique          | Palacio de los Deportes              | Kacey Musgraves |
| 5 juin 2018                 | Dallas         | États-Unis       | American Airlines Center             | Kacey Musgraves |
| 7 juin 2018                 | Houston        | États-Unis       | Toyota Center                        | Kacey Musgraves |
| 9 juin 2018                 | Sunrise        | États-Unis       | BB&T Center                          | Kacey Musgraves |
| 11 juin 2018                | Duluth         | États-Unis       | Infinite Energy Arena                | Kacey Musgraves |
| 12 juin 2018                | Nashville      | États-Unis       | Bridgeston Arena                     | Kacey Musgraves |
| 14 juin 2018                | Hershey        | États-Unis       | Hersheypark Stadium                  | Kacey Musgraves |
| 15 juin 2018                | Philadelphie   | États-Unis       | Wells Fargo Center                   | Kacey Musgraves |
| 16 juin 2018                | Toronto        | Canada           | Air Canada Centre                    | Kacey Musgraves |
| 18 juin 2018                | Boston         | États-Unis       | TD Garden                            | Kacey Musgraves |
| 21 juin 2018                | New York       | États-Unis       | Madison Square Garden                | Kacey Musgraves |
| 22 juin 2018                | New York       | États-Unis       | Madison Square Garden                | Kacey Musgraves |
| 24 juin 2018                | Washington D.C | États-Unis       | Capital One Arena                    | Kacey Musgraves |
| 26 juin 2018                | Detroit        | États-Unis       | Little Ceasars Arena                 | Kacey Musgraves |
| 27 juin 2018                | Indianapolis   | États-Unis       | Bankers Life Fieldhouse              | Kacey Musgraves |
| 30 juin 2018                | Chicago        | États-Unis       | United Center                        | Kacey Musgraves |
| 1er juillet 2018            | Saint Paul     | États-Unis       | Xcel Energy Center                   | Kacey Musgraves |
| 3 juillet 2018              | Denver         | États-Unis       | Pepsi Center                         | Kacey Musgraves |
| 6 juillet 2018              | Vancouver      | Canada           | Rogers Arena                         | Kacey Musgraves |
| 7 juillet 2018              | Seattle        | États-Unis       | KeyArena                             | Kacey Musgraves |
| 9 juillet 2018              | Sacramento     | États-Unis       | Golden 1 Center                      | Kacey Musgraves |
| 11 juillet 2018             | San Jose       | États-Unis       | SAP Center                           | Kacey Musgraves |
| 13 juillet 2018             | Inglewood      | États-Unis       | The Forum                            | Kacey Musgraves |
| 14 juillet 2018             | Inglewood      | États-Unis       | The Forum                            | Kacey Musgraves |

## Musiciens
- Guitare : Mitchell Rowland[6]
- Claviers : Clare Uchima[6]
- Batterie : Sarah Jones[6]
- Basse : Adam Prendergast[6]